# 馬爾博羅大樓
51°30′18″N 0°8′9″W / 51.50500°N 0.13583°W
馬爾博羅大樓（英語：Marlborough House）是位於英國倫敦市中心西敏市的一座建築，為英國一級登錄建築，竣工於1711年。馬爾博羅大樓是英聯邦總部和秘書處的所在地。現在馬爾博羅大樓在每年九月的週末開放給一般民眾參觀。團體可提前預約參觀。

## 外部連結
- Visiting Information at The Commonwealth Secretariat
- Virtual tour
- Flickr images tagged Marlborough House （页面存档备份，存于）